# Elevkår
En elevkår är en självständig organisation med frivilligt medlemskap för skolans elever. Elevkårer är den vanligaste organisationsformen i gymnasiet. Elevkårer ska inte förväxlas med elevråd, som är vanligare inom grundskolan.

## Historia
Den första elevkåren bildades på dåvarande Tekniska läroverket (nuvarande Sven Eriksonsgymnasiet) i Borås så tidigt som 1862, sex år efter skolans grundande.  Syftet med kåren var att eleverna skulle gå samman för att tillsammans köpa in ingenjörsringar, vilket man bar efter avlagd examen. Elevkårerna arbetade då, precis som idag, med att ta tillvara elevers gemensamma intressen och bedriva olika former av verksamhet.
Den första nationella organisation som samlade landets elevkårer var STSE, Statens Tekniska Skolors Elevförbund som bildades 1938. 1948 skedde namnbyte till Tekniska Läroverkens Elevkårer, TLE, och 1972 övergick organisationen till att kalla sig Elevförbundet. 1982 gick man samman med den 1952 bildade andra elevorganisationen SECO, Sveriges Elevråds Centralorganisation (1955-1982: Sveriges Elevers Centralorganisation), och bildade Elevorganisationen. 2007 bytte organisationen namn igen till Sveriges Elevråds Centralorganisation (SECO), och anslöt både elevråd och elevkårer. Sommaren 2012 bytte SECO namn till Sveriges Elevkårer.

## Skillnader mellan elevråd och elevkårer
Under efterkrigstiden bildades, vid sida om de befintliga elevkårerna, de första elevråden i Sverige och dessa två typer av organisationer har sedan samexisterat och liknat varandra i olika utsträckning under olika perioder. Idag är den vanligaste uppdelningen elevråd på grundskolan, elevkårer på gymnasiet och studentkårer på högskolan.
De avgörande skillnaderna mellan elevråd och elevkårer har varit dels att elevkårer har haft frivilligt medlemskap som har yttrat sig i bland annat medlemskort och medlemsregister, dels att elevråden har ett system med klassrepresentanter som har valts av eleverna i varje klass och som sammanträder för att gemensamt företräda eleverna. En elevkårs medlemmar företräds av en styrelse som utses på ett stadgeenligt årsmöte.
En annan skillnad som ofta betonas mellan elevråd och elevkårer är att elevkårerna har en helt självständig organisationsform med årsmöte, stadga och styrelse, som är mer traditionell för övriga organisationer i samhället och kan även liknas med studentkårer på högskolan. Elevråd har också en självständig organisationsform och kan vara olika organiserade på olika skolor, men initiativet till dem kommer oftast från skolans håll för att säkra elevinflytande. Det finns två organisationer som samordnar elevråd i Sverige: Sveriges elevråd - SVEA som grundades 1994 och  Sveriges Elevråd som grundades 2010. 

## Elevkårens dag
Elevkårens dag är en tradition som hyllar elevkårernas arbete. Den uppkom i Sverige som en anpassning av den Internationella dagen för studenter som infaller samma dag. Traditionen tar plats den 17 november klockan 12.00 på gymnasieskolor i Sverige och exakt vad som görs under traditionen är upp till varje skolas elevkår.

### Tradition
I regel samlar en elevkår sina medlemmar, skolans elever, på en plats på skolan under en liten stund för att på något sätt fira och uppmärksamma det arbete som elevkårerna gör varje dag. Exempelvis kan det bjudas på någonting, det kan vara tal och musik eller avslöjanden om kommande planer inom elevkårens verksamhet.

### Historia
Idén till Elevkårens dag kommer ursprungligen från organisationen OBESSU(Organising Bureau of European School Student Unions) som startat International Students' Day och fokuserar på engagemang, något som togs till vara av elevkårerna. I den svenska anpassningen uppmärksammas elevkårernas arbete och vad deras engagemang har för potential att ge eleverna på en gymnasieskola. En elevkår representerar sina medlemmar och kan bland annat arbeta för en förbättrad arbetsmiljö i skolan vilket i sin tur förbättrar elevernas prestationer, enligt en studie av Lärarförbundet och Sveriges Elevkårer.

## Organisationsform
Elevkårer har årsmöte, stadga och styrelse och kårens medlemmar är de som, genom årsmötet, beslutar över styrelse och kan påverka organisationens stadgar. Det är vanligtvis praxis att även utse ordförande, ibland genom separat ordförandeval, att utse valberedning och revisorer, och att ha en arbetande stab som utses av styrelsen under skolårets gång.

## Elevkårer idag
Under 80- och tidigt 90-tal var elevkårer vanliga inslag på framförallt landets gymnasieskolor. Under sent 90-tal lades många ner till förmån för elevråd men under 2000-talet har elevråden på en rad skolor åter valt att ombilda sig till elevkårer. Denna utveckling har inte minst skett i landets större städer, Stockholm, Göteborg, Malmö och Uppsala, men även i städer som Växjö, Kalmar och Örebro där det har funnits en äldre tradition av elevkårer.[källa behövs] Branschorganisationen Sveriges Elevkårer ansluter över 330 medlemsorganisationer och över 140000 individuella medlemmar.